# Ousman
Ousman, auch Ousmane, ist ein westafrikanischer, u. a. gambischer männlicher Vorname. Ousman ist die afrikanisierte Form des arabischen Vornamens Othman.

## Namensträger

### Vorname, Form Ousman
- Ousman Badjie (Politiker) (* 1967), gambischer Politiker und Diplomat
- Ousman Bah (* 1969), gambischer Politiker
- Ousman A. Bah (* 1973), gambischer Manager und Politiker
- Ousman Koro Ceesay (um 1962–1995), gambischer Politiker
- Ousman Jallow (Fußballspieler) (* 1988), gambischer Fußballspieler
- Ousman Jammeh (* 1953), gambischer Politiker
- Ousman Koli (* 1988), gambischer Fußballspieler
- Ousman Sallah (Leichtathlet) (* 1968), gambischer Leichtathlet
- Pa-Ousman Sonko (* 1984), gambischer Fußballspieler

### Vorname, Form Ousmane
- Ousmane Amadou (* 1970), nigrischer Wirtschaftswissenschaftler und Politiker
- Ousmane Dabo (* 1977), französischer Fußballspieler
- Ousmane Dembélé (* 1997), französischer Fußballspieler
- Ousmane Issoufi Maïga (* 1946), Politiker in Mali
- Ousmane Moutari (* 1952), nigrischer Diplomat
- Ousmane N’Doye (* 1978), senegalesischer Fußballspieler
- Ousmane Nyan (* 1975), gambisch-norwegischer Fußballspieler
- Ousmane Sembène (1923–2007), senegalesischer Schriftsteller und Filmregisseur

### Familienname, Form Ousmane
- Abdoulaye Boukari Ousmane (* 1992), Fußballspieler in Niger
- Amadou Ousmane (1948–2018), Journalist und Schriftsteller in Niger
- Mahamane Ousmane (* 1950), Politiker in Niger